# Treccani
Treccani, egentligen Enciclopedia Italiana di Scienze, Lettere e Arti, är en italienskspråkig encyklopedi.
Den första upplagan publicerades mellan 1929 och 1936.